# Andrea Mantegna
 Andrea Mantegna (Isola di Carturo, 1431 körül – Mantova, 1506. szeptember 13. ) padovai festő, a térérzékelés, a perspektíva mestere és a reneszánsz quattrocento szakaszának kiemelkedő művészegyénisége. Fiatalon a festészet egyik legnagyobb megújítója, élete alkonyán pedig már a végleg letűnt kor képviselője volt. Munkássága azonban a következő nemzedékek számos művésze számára utolérhetetlen példa marad.

## Életpályája

### Fiatalkora

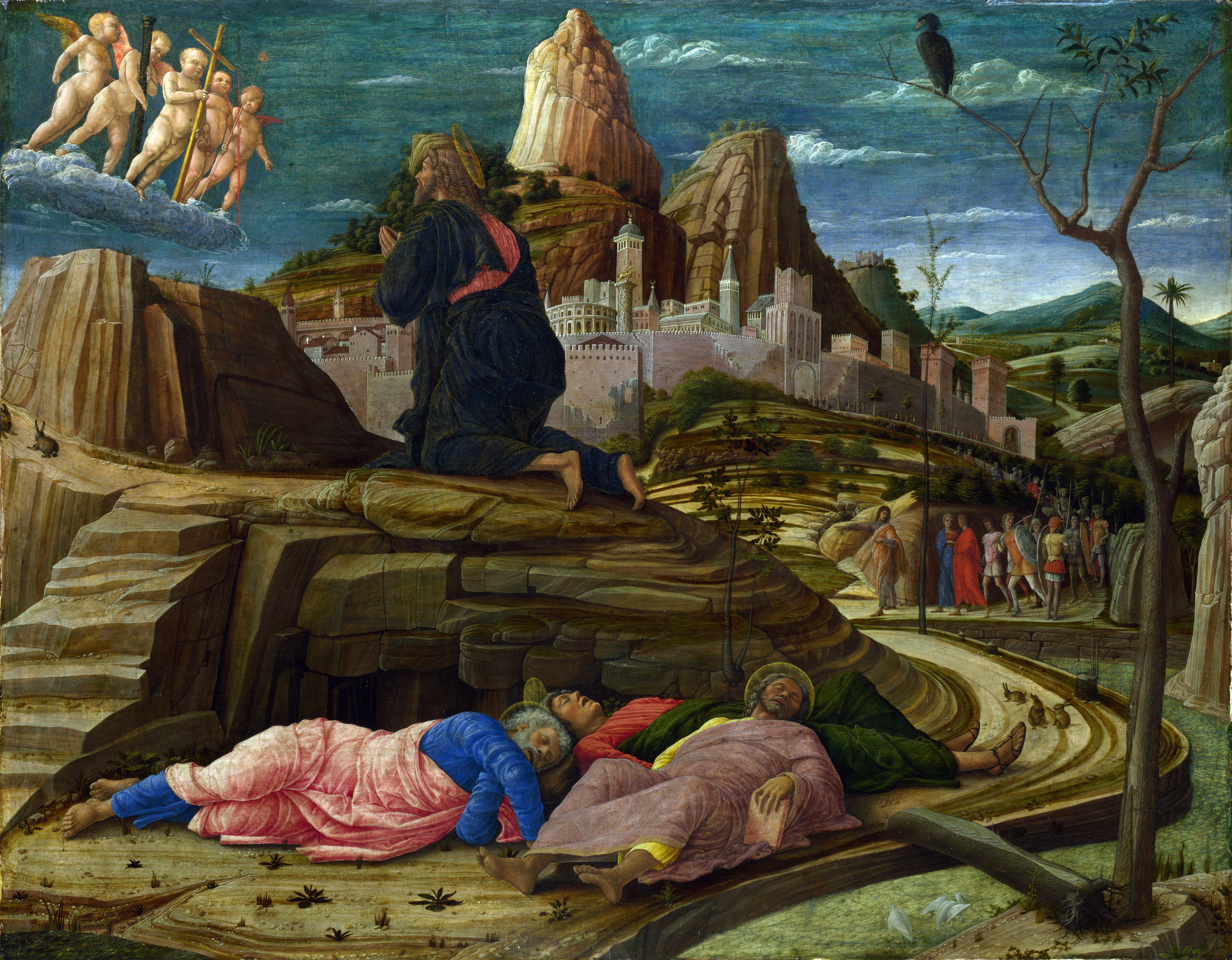
Imádság az olajfák hegyén, 1455, vízfesték, deszka, 63x80 cm. National Gallery (London)

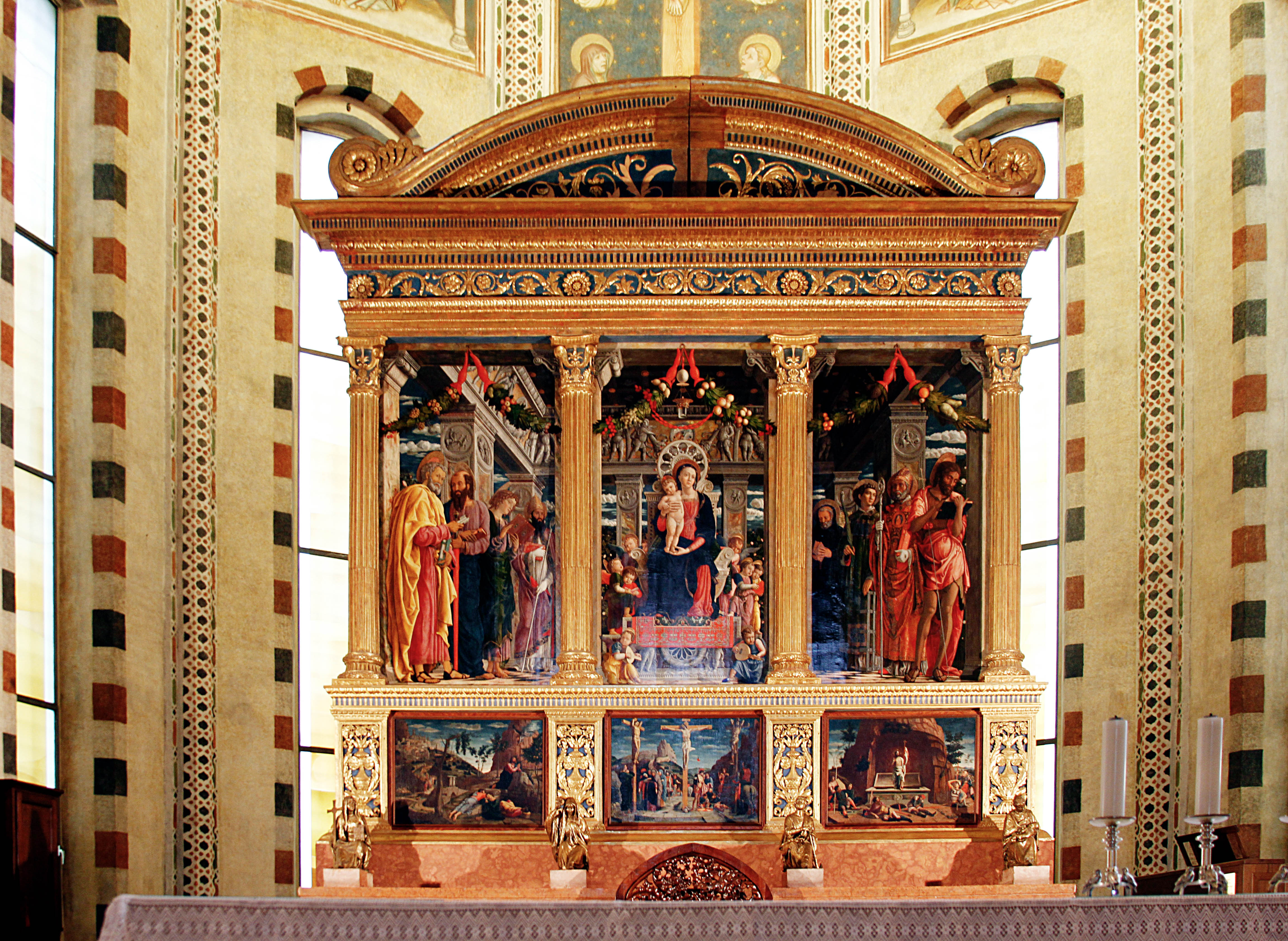
SanZeno poliptichon, ˙1457–1460, tempera, deszka, San Zeno-bazilika főoltára, Verona

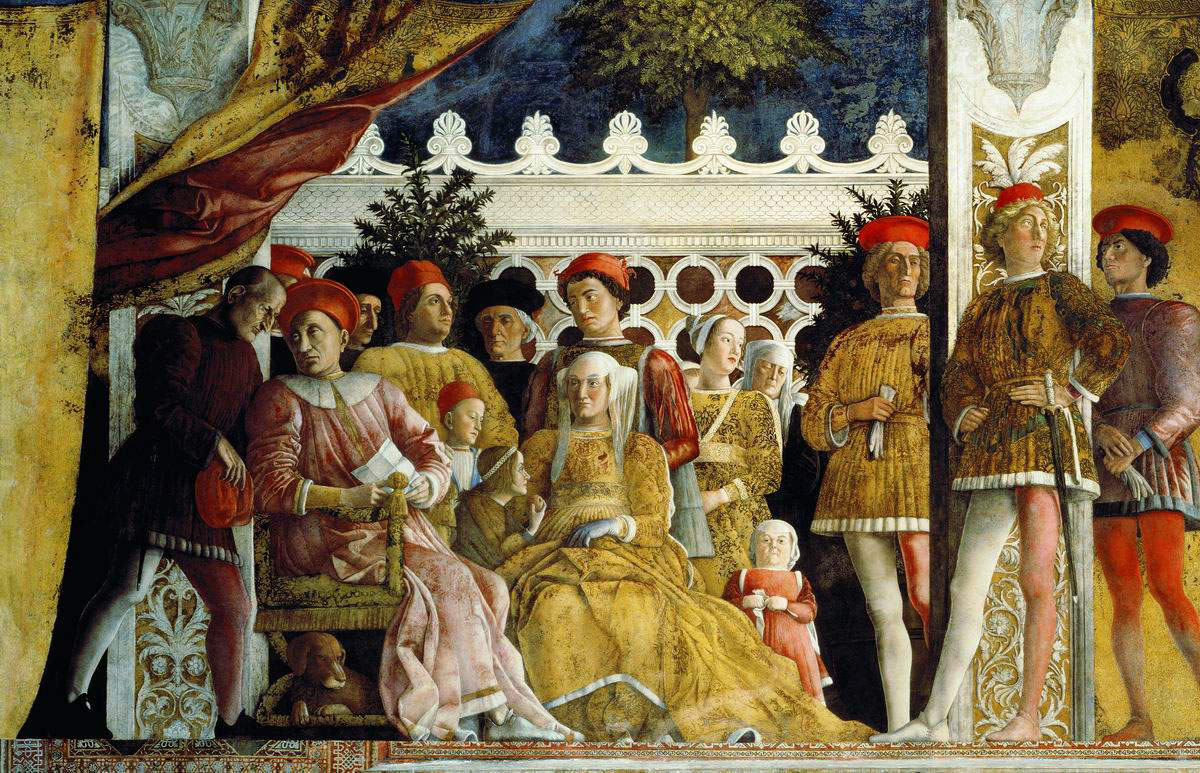
Gonzaga udvar 1473, freskó és al secco, 600 cm. Palazzo Ducale, Mantova (A Camara Degli Sposi északi fala)

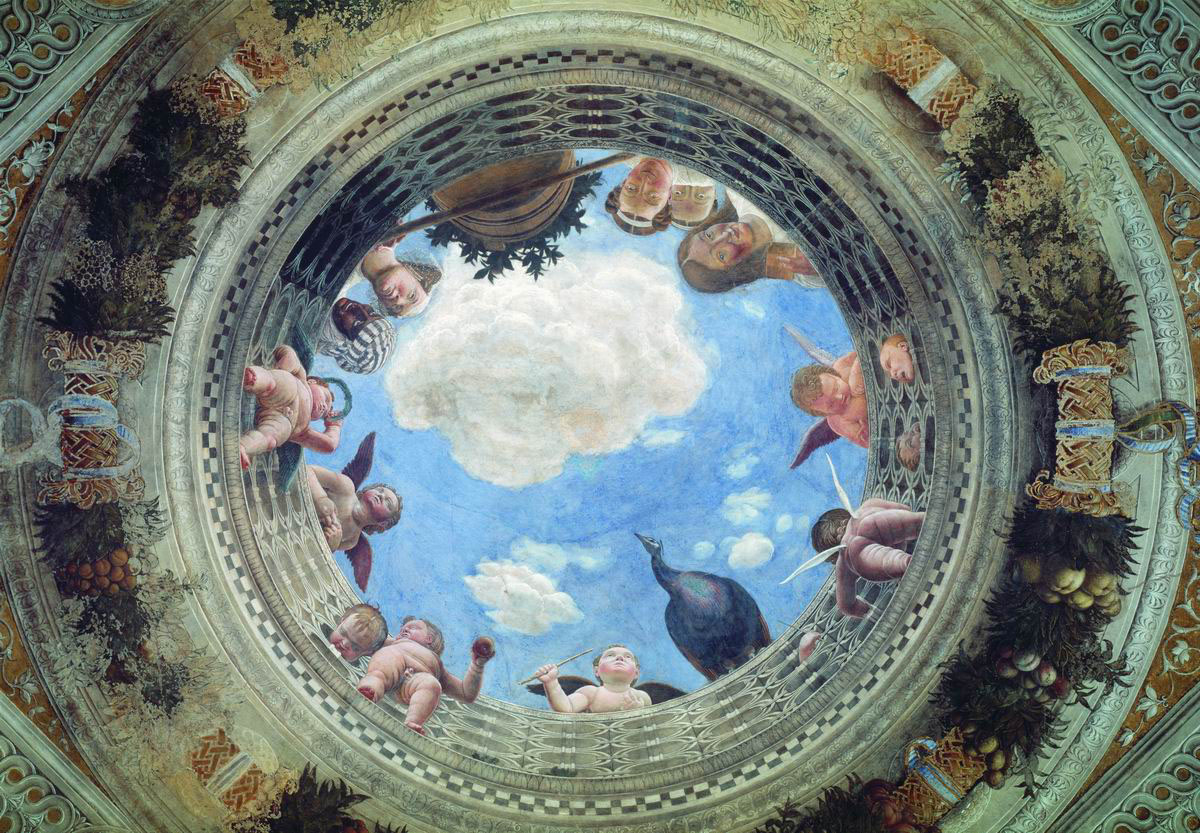
Oculus, 1473, freskó és al secco, ∅ 270 cm. Castello San Giorgo (Palazzo Ducale), Mantova (A Camera Degli Sposi mennyetetének közepe)

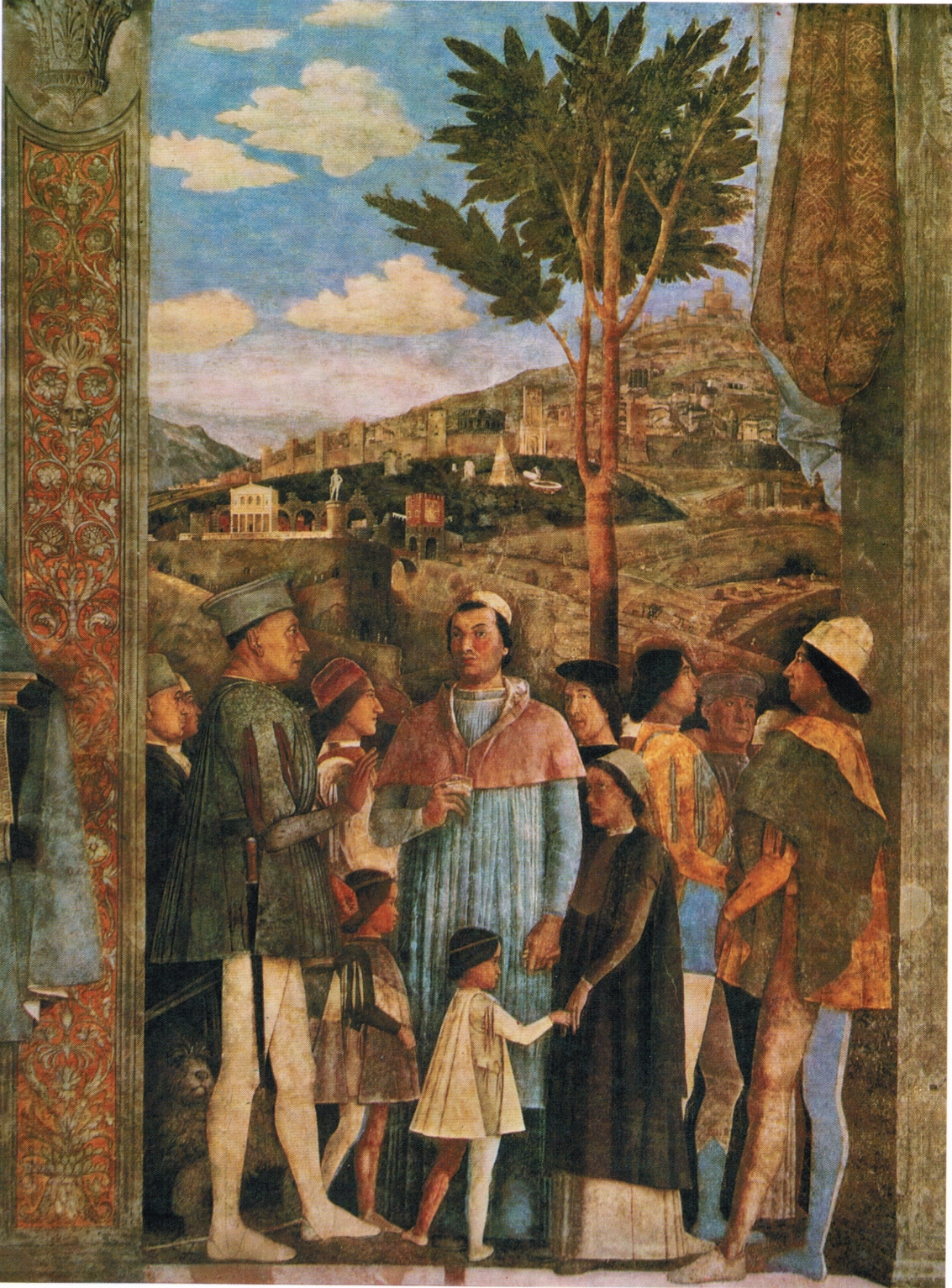
Ludovico Gonzaga márki találkozása fiával, freskó, (1465–1474) Palazzo Ducale, Camera Picta, Mantova

Andrea Mantegna 1430-ban vagy 1431-ben született a Vicenza és Padova között fekvő Isola di Carturo faluban (amely ma a nevét viseli). Apja Biagio, ácsmester volt. Nagyon korán kezdte a szakmát tanulni. 1441-ben felvették a festő céhbe Padovában mint Francesco Squarcione (1397–1468) festő fogadott fiát és tanítványát. Squarcione átadta neki az ókori művészetek tiszteletét, valamint csodálatát Donatello szobrászata iránt. 1447-ben a fiatal Mantegna elkísérte Squarcionét velencei utazására. Egy évvel később, hatéves tanonckodás után festi meg első önálló művét, egy oltárképet – nem maradt fenn – a padovai Szent Zsófia-templom részére.
1448-ban már önállóan dolgozott. Nem sokkal ezután Nicolo Pizzolóval, Antonio Vivarinivel és Giovanni d’Allemagnával a padovai degli Eramitani Ovetari kápolnája freskóit kezdte festeni. Egy évvel később rövid utazást tett Ferrarában, ahol vélhetően megnézte Piero della Francesca freskóit a Szent Ágoston-templomban. Egy váratlan esemény folytán – d’Allemagna meghalt 1450-ben, majd Vivarini is, 1453-ban pedig Pizzolo esett áldozatul egy támadásnak – Mantegnának az Ovetari kápolna freskóinak elkészítésében alapvető szerepe lett, mivel kiemelkedő tehetsége már korábban nyilvánvalóvá vált. Az 1456-ban befejezett mű hírnevet hozott neki és felhívta rá a mantovai Gonzaga-család figyelmét, akik meghívták őt a mantuai  udvari festőjüknek.
Ezekkel a freskókkal párhuzamosan egyéb munkákon is dolgozott Padovában. 1452-ben készíti Szent’ Antal-bazilika (del Santo) fő portáljának lunettáját. 1453-ban a Szent Lukács-poliptichon elkészítésére kapott megbízást a Santa Giustinia templom részére.
Vélhetően ugyanebben az évben vette feleségül az ismert velencei festő, Jacopo Bellini lányát, Nicolosiát. Sógora lett Bellini testvéreknek, Giovanninak és Gentilének.
Az elkövetkező években a veronai San Zeno-templom apátjának megbízásából oltárképet festett, amely az Ovetari kápolna freskói mellett nagy hatást gyakorolt Észak-Itália festészetére.

### Mantova udvari festője
1460-ban költözött végleg Mantovába. Amikor a mantovai hercegek udvari művésze lett, festői stílusa már határozottan kialakult. Itt találkozott olyan emberekkel, akik nagy szerepet játszottak életében, gazdagították művészetét. Ludovico Gonzaga őrgróf magas jövedelmet biztosított számára, és az udvari festő címet adományozta neki, amit Mantegna élete végéig megőrzött. A Gonzaga-családban Ludovicónak, majd Fredericának és Fracescának dolgozott. 1459-ben a Szent György-várkápolnát díszítette. Az új irányzatok megismerésének vágya Firenzébe és Pisába vitte. 1463–64-ben Cavrianában és Goitóban dolgozott, a hercegi rezidencia átépítését irányította. A Gonzaga-udvar humanista tudósai, munkásságára is kihatottak, bővítették irodalmi és archeológiai ismereteit. Megismerkedett Alberti építésszel. Ennek nyomán született meg a San Giorgio várának északi tornyában lévő híres műve, a Camera degli Sposi. Ez az 1474-ben befejezett, szakaszosan elkészített dekoráció az olasz reneszánsz egyik legnagyszerűbb eredménye Mantegnának nagy hírnevet szerzett. Új utat nyitott az itáliai festők következő nemzedékei számára – Correggiótól Tiepolóig.

### Későbbi évek
Neve ismertté vált Firenzétől Rómáig. Ekkor már jól működő műtermet irányított. Gobelinek, aranytárgyak, lakodalmas ládák, értékes vázák terveit készítette. Ekkor készítette nagyobb méretű munkáit, mint például az 1486-ban kezdett kilenc nagy vásznat a Caesar diadalmenetéhez. Ez a sorozat, – kis szünetekkel – nyolc évig tartott, lelkes fogadtatásban részesült, és ismertté vált számos metszet révén. Bibliai és mitológiai tárgyú rézmetszetei a quattrocento jelentős grafikai művei. Rézmetszetei az új divatot tükrözik, megihlettek számos német művészt, közöttük Albrecht Dürert.
1488-ban Rómába utazik és több mint két évig ott dolgozott. VIII. Ince pápa megbízta a Belvederében épült (a 18. században lerombolt) kápolna díszítésével. Amikor visszatért Mantovába, új tendenciák fogadták, ami végleg lezárt egy dicsőséges korszakot. Mantova új hercege, II. Gonzaga Francesco és felesége, Isabella d’Este megbízásokkal halmozta el Mantegnát. Megfestette a Győzedelmes Madonna képét (1496), amely hálaadó ajándék volt az 1495 júliusában a franciák fölött Forneue-nál aratott győzelemért. Megfestette a Parnasszus (1497) és a Rossz tulajdonságokat elűző Minerva (1504) allegóriákat. Mantegna egyik utolsó műve Krisztus megkeresztelése (1504–1506); a kép a mantovai Szent András-templom kápolnáját díszíti, ahova a művészt is temették. Sírkövén, ahol arcképe is látható, a következő felirat olvasható: „Tudnod kell, hogy Andrea Mantovából, akinek itt képét látod,/Felér Apelleszhez, ha nem jobb volt nála.”

## Művészete

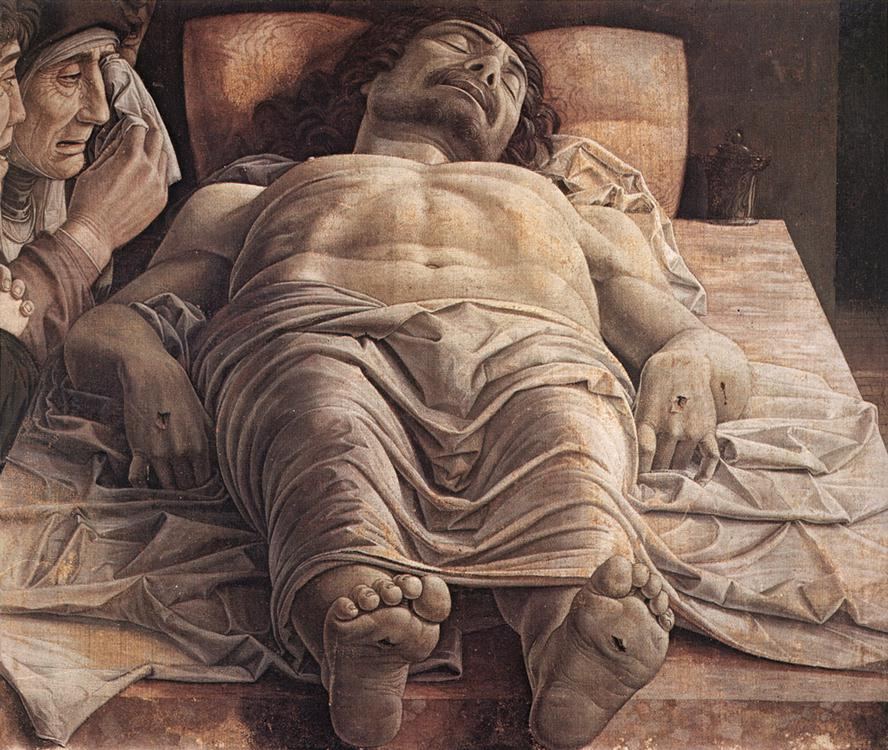
Halott Krisztus siratása, 1480, tempera, vászon, Pinacoteca di Brera, Milánó

Andrea Mantegna neve szorosan kötődik Mantovához, azonban festőként az első lépéseket Padovában teszi meg Squarcione műtermében, ahol megismerkedik az antik művészettel és a firenzei művészek legújabb felfedezéseivel. Tanulóévei alatt jutnak el az új kulturális áramlatok Toszkánából. Festészetében a toszkán művészet eredményeit a gótikus észak formavilágával ötvözte, emellett a velencei művészet hatása is gazdagította stílusát. Megteremtette egyéni monumentális művészetét, hatására indultak el a ferraraiak az ő nyomán. Későbbi apósa, Jacopo Bellinin keresztül ismeri meg a velencei művészek munkáit. Donatellótól vette át a szobrászi formálást, az antik művészet tudományos szintű kutatását, a szenvedélyt a távlattan elsajátításában. Festészete Giovanni Bellinin át visszahatott a velencei művészetre, s Düreren keresztül az északi reneszánszra is nagy hatással volt. Képeinek vallásos témája csak ürügyül szolgál ahhoz, hogy munkáin keresztül megkísérelje az antik művészet feltámasztását. Nagy archeológiai buzgalommal, műgyűjtőként kutatja a múlt emlékeit. Művészetében reneszánsz intellektusa párosul Alberti humanizmusával. Korai stílusát a padovai Eremitani, Ovetari-kápolna freskói jellemzik (1454–1457). Figyelemre méltó műveinek újszerű, plasztikus elevensége, az alakok, épületek és a táj mesteri egysége. Korai periódusának fő műve, a freskók mellett a San Zeno háromrészes oltára (1459). E korszakát jellemzi még Ludovico Mezzorato kardinális portréja (1459), Mária gyermekkel, Bemutatás a templomban, Madonna. Utolérhetetlen rajztehetsége e kor itáliai grafikájának legkiválóbbjává és Dürer elődjévé teszi. Padován kívül főként Mantovában dolgozott, de járt még Rómában, Pisában és Firenzében. Fő műve Mantovában a Castello San Giorgio, Camera degli Sposijának freskói. (1474). A testtömegek és az architektonikus környezet mesteri egységét teremtette meg, kupolafestményében, az illuzórikusan áttört mennyezetre festett arcképekkel. Talán legismertebb képe Milánói Brerában lévő Pietà, amelyet a bravúros természethűségű távlati rövidülés drámai ábrázolása jellemez. Magyar vonatkozású portréi is voltak (Mátyás királyról, Janus Pannoniusról), de ezek elvesztek.

## Válogatott művei
- Mária mennybevitele, Szent Jakab és Szent Kristóf történetei, Szentek, freskóciklus, 1449–1436, Padova, Eremitani, Cappella Ovetari[15]
- Madonna alvó gyermek Jézussal, vászon, 1450-es évek, Gemäldegalerie (Berlin)
- Imádság az olajfák hegyén, táblakép, 63x80 cm, 1455, National Gallery (London)
- Szent György, táblakép, 66x32 cm, 1460, körül Velence, Gallerie dell’Accademia
- Madonna szentekkel, oltárkép, a predellán három passiójelenet, 1457–1458, Verona, San Zeno
  - San Zeno predella-képei: Párizs, Louvre; Tours, Musée des Beaux-Arts
- Királyok imádása, Bemutatás a templomban, Mennybemenetel, oltárkép-triptichon, 1460-as évek, Firenze, Uffizi
- Mária halála, táblakép, 1460-as évek, Madrid, Prado
- Halott Krisztus siratása, vászon, 1460-as évek, New York, Jacob Heimann Gallery
- Halott Krisztus siratása, (valószínűleg) későbbi változata, táblakép 68x81 cm, 1466 után Milánó, Brera
- Lodovico Gonzaga családjának jelentős eseményei, mitológiai jelenetek, római császárképmások, freskóciklus, 1473–1474, Mantova, Palazzo Ducale, Camera degli Sposi)
- Julius Caesar diadalmenete, vászon, kilenc részből álló sorozat, 1482–1492, Hampton Court Palace
- Madonna, táblakép, 1484 Firenze, Uffizi
- Madonna angyalokkal, táblakép, 1485, Miláno, Brera
- Szent Sebestyén, táblakép, 255x140 cm. az aigueperse-i Notre Dame számára készült, 1485, Párizs, Louvre
- Madonna della Vittoria, vászon, a mantovai Cappella della Vittoria számára készült, 1496, Párizs, Louvre
- Parnasszus, – Minerva elűzi a Bűnöket az Erény kertjéből, vászon, két kompozíció, készült Isabella d'Este studiolója számára, 1500 körül, Párizs, Louvre
- Szent Sebestyén, vászon, 1500 után, Velence, Galleria della Ca' d'Oro

|  |  |

## Összegzés
A térérzékelés egyik legnagyobb reneszánsz mestere volt. Főként portrékat és freskókat festett, de tervezett kelyheket és vázákat is. Munkáira jellemző a már-már szobrászi plasztikusság, a régiségek gyakori ábrázolása, valamint a perspektivikus rövidülés mesteri alkalmazása. A perspektíva és anatómia minden művészi eszközének és az emelkedett tartalmak méltó kifejezőképességének teljes birtokában volt, mint ezt az életművén végigvonuló Szent Sebestyén-oltárképek változatos sora is példázza. Zseniális formai és tartalmi újításai, egyéni stílusának nagysága minden archeológiai képzettségével és humanista kultúrájával együtt az antikvitást meghaladó reneszánszt példázza. Mantegna az új művészeti ágnak számító sokszorosító grafikában is jeleskedett mitologikus és biblikus témákat megjelenítő rajzaival. Freskói hatást gyakoroltak Correggióra csakúgy, mint Veronesére és Tiepolóra.